# 장 탈롱역
장 탈롱역 (Station Jean-Talon)은 몬트리올 지하철 오렌지 선과 파란색 선 환승역으로, 몬트리올 로즈몽 라프티트파트리와 빌르레이 생미셸 파크엑스탕시옹 지역구 사이에 있는 프티트이탈리 (리틀 이탈리아) 에 위치해있다.

## 역 구조
이 역은 뒤플레시, 라벨과 드롬이 설계한 터널에 지어진 일반 상대식 승강장 역으로, 남쪽 끝에는 메자닌과 여러 출구가 있고, 투르 장 탈롱 등 인접한 건물로 이어지기도 한다.
1986년에 파란색 선이 개통하면서 이 역은 확장되었다. 역 양쪽 끝을 새로 굴착하여 파란색 선 승강장 공간을 마련하였다. 이 부분은 질베르 소베가 설계하였으며, 공공 미술 타일은 물론 쥐디스 브리코의 커다란 벽화가 설치되어있다. 플라자 생튀베르로 이어지는 또다른 출구도 개통하였는데 여기에는 자동 출입구가 추가되었다. 파란색 선 승강장은 1986년 6월 16일에 개통하였다.
장 탈롱역은 몬트리올의 네 개 환승역 중에서 처음부터 건설을 염두에 두지 않은 유일한 역으로, 오렌지 선 승강장의 엘리베이터는 2015년에 설치되었고 파란색 선 승강장에는 2019년 11월부터 엘리베이터가 설치되었다.
역 출구는 뤼 베리 7100번지, 뤼 장 탈롱 에스트 430, 522, 780번지에 위치해있으며, 780번지 출입구는 무인 자동 출입구이다.

## 역 개선 공사
장 탈롱역은 2018년 4월부터 파란색 선 승강장에 엘리베이터를 설치하는 공사가 진행되었으며 스노든과 생미셸 방면 승강장으로 이어지는 엘리베이터 두 대는 2019년 11월 초에 완공하였다. 또한 2019년 4월 1일부터 12월까지 역의 방수 막을 교체하는 작업도 동시에 진행되어 장 탈롱가가 생드니에서 드 생발리에까지, 드 생발리에가가 장 탈롱에서 벨랑제까지 폐쇄되었다. 이에 따라 이 역에 정차하는 92번 장 탈롱 웨스트, 93번 장 탈롱, 95번 벨랑제, 372번 장 탈롱 심야 버스가 우회하였다.

## 버스 연결편
장 탈롱역에서 갈아탈 수 있는 버스는 아래와 같다.
| 노선 | 노선              | 노선                       | 종점                | 종점 | 종점            | 경유지 | 비고           |
| ---- | ----------------- | -------------------------- | ------------------- | ---- | --------------- | --- | -------------- |
| 30   | 생드니 / 생튀베르 | Saint-Denis / Saint-Hubert | 앙리 부라사역       | ↔    | 아다데겐 / 비제 | 남쪽 - 드샤토브리앙 / 장 탈롱 - 보비앙역 - 로즈몽역 - 생드니 / 생조셉 (로리에역) - 몽루아얄역 - 생드니 / 라셸 - 생드니 / 데팽 - 쉐리에 / 베리 (셰르브루크역) - 몬트리올 시외버스 터미널 - 베리-UQAM역 - 베리 / 비제 - 아다데겐 / 비제 북쪽 - 생튀베르 / 장 탈롱 - 생튀베르 / 자리 - 생튀베르 / 크레마지 - 생튀베르 / 소베 - STL 앙리 부라사역 | 매일 상시 운행 |
| 31   | 생드니            | Saint-Denis                | 밀렌 / 앙리 부라사  | ↔    | 로즈몽역        | 남쪽 - 생드니 / 장 탈롱 - 생드니 / 보비앙 (보비앙역) - 로즈몽역 북쪽 - 생드니 / 장 탈롱 - 자리역 - 크레마지역 - 라쥬네스 / 소베 (소베역) - STL 앙리 부라사역 - 밀렌 / 앙리 부라사 | 매일 상시 운행 |
| 92   | 장 탈롱 웨스트    | Jean-Talon Ouest           | 데조키 / 클랜래널드 | ↔    | 장 탈롱역       | 서쪽 - 장 탈롱 / 생드니 - 장 탈롱 / 클라크 (드카스텔노역) - 파크역 - 아카디역 - 그레이엄 / 록랜드 - 캐노라역 - 장 탈롱 / 레이어드 - 장 탈롱 / 루세른 - 나뮈르역 - 데조키 / 클랜래널드 | 매일 상시 운행 |
| 93   | 장 탈롱           | Jean-Talon                 | 파크역              | ↔    | 에버렛 / 피뇌프 | 동쪽 - 장 탈롱 / 드생발리에 - 장 탈롱 / 크리스토프 콜롬브 - 파브르역 - 장 탈롱 / 드로리미에 - 디베르빌역 - 장 탈롱 / 생미셸 (생미셸역) - 에버렛 / 피뇌프 서쪽 - 장 탈롱 / 베리 - 장 탈롱 / 클라크 (드카스텔노역) - 파크역 | 매일 상시 운행 |
| 95   | 벨랑제            | Bélanger                   | 장 탈롱역           | ↔    | 갈르리 당주     | 동쪽 - 드샤토브리앙 / 장 탈롱 - 벨랑제 / 크리스토프 콜롬브 - 벨랑제 / 파피노 - 벨랑제 / 드로리미에 - 벨랑제 / 디베르빌 - 벨랑제 / 생미 - 벨랑제 / 피뇌프 - 벨랑제 / 비오 (몬트리올 심장병원) - 벨랑제 / 라코르데르 - 벨랑제 / 랑젤리에 - 갈르리 당주                                                                                          | 매일 상시 운행 |
| 99   | 빌르레이          | Villeray                   | 장 탈롱역           | ↔    | 에버렛 / 드젠느 | 동쪽 - 장 탈롱 / 라쥬네스 - 라쥬네스 / 빌르레이 - 빌르레이 / 크리스토프 콜롬브 - 빌르레이 / 파피노 - 빌르레이 / 드로리미에 - 빌르레이 / 디베르빌 - 빌르레이 / 생미셸 - 빌르레이 / 피뇌프 - 에버렛 / 드젠느 | 매일 상시 운행 |

## 근처 명소
- 플라자 생튀베르
- 장 탈롱 시장
- 투르 장 탈롱
- 카사 이탈리아: 퀘벡 이탈리아 문화 센터
- 노트르담드라데팡스 성당
- 프티트이탈리

## 인접한 역
| 오렌지 선               | 오렌지 선 | 오렌지 선              |
| ----------------------- | --------- | ---------------------- |
| 자리 몽모랑시 방면      | 오렌지 선 | 보비앙 코트베르튀 방면 |
| 파란색 선               |           |                        |
| 드 카스텔노 스노든 방면 | 파란색 선 | 파브르 생미셸 방면     |